# Epopterus cucullinns
Epopterus cucullinns es una especie de coleóptero de la familia Endomychidae.

## Distribución geográfica
Habita en el Amazonas en (América).